# Права ЛГБТ в Кирибати
Геи, лесбиянки, бисексуалы и трансгендеры в Кирибати встречают препятствия со стороны правительства. Мужская гомосексуальность нелегальна, женская легальна, но лесбиянки в большинстве случаев встречают неприятие со стороны населения и подвергаются насмешкам и унижению. Законы, однако, уравнивают гомо- и гетеросексуалов в праве на труд.

## История
Трансгендеры в Кирибати традиционно считались третьим полом, наравне с мужским и женским. В языке Кирибати есть слово binabinaaine, означающее человека, чей пол при рождении был определён, как мужской, но воспринимающего себя, как женщину и ведущего себя соответственно. Слово binabinamane имеет обратное значение.

## Законы, касающиеся прав ЛГБТ
Статьи 153, 154 и 155 Уголовного Кодекса запрещают анальный секс, независимо от ориентации, но сведений о преследовании людей за их причастность к ЛГБТ не поступало.
153.
Любой человек,
а)вступающий в половую связь с животным, либо занимающийся анальным сексом с другим человеком;
б)разрешающий мужчине заняться анальным сексом с ним/ с ней
объявляется преступником и подлежит заключению под стражу на 14 лет.
154.
Любой человек, пытавшийся совершить действия, рассматривавшиеся в статье 153, объявляется преступником и подлежит заключению под стражу
на 7 лет.
155.
Любой мужчина, публично или непублично вступивший(пытавшийся вступить) в половую связь с другим мужчиной или склонявший(пытавшийся
склонить) другого мужчину к этому объявляется преступником и подлежит заключению под стражу на 5 лет.

### Попытки декриминализации
В августе 2015 права человека в Кирибати были детально рассмотрены другими странами. Франция, Чили и Словения настаивали на отмене законов против гомосексуальности. Официального ответа так и не последовало.

## Противостояние дискриминации
Дискриминация трудящихся по принципу их ориентации была запрещена статьёй 107 (2) (б) в Трудовом Кодексе 2015 года.

## Суммарная таблица
| Легализация однополых отношений           | (м+м) (ж+ж) |
| Однополые партнерства                     | No          |
| Однополые браки                           | No          |
| Усыновление детей однополыми партнёрами   | No          |
| Возможность открыто служить в армии       | Нет армии   |
| Анти-дискриминационные законы             | Yes         |
| Законы, касающиеся гендерной идентичности | No          |